# Grans Vies (València)
Les Grans Vies de la ciutat de València són 4 grans avingudes situades al sud del vell llit del riu Túria que circumvalen el centre de la ciutat solament pel sud. Per aquesta raó no sempre són considerades com una plena circumval·lació de la ciutat. Estan situades entre la Ronda Interior de València (formada pels carrers de Colón, Xàtiva i Guillem de Castro), i el tram sud de la Ronda de Trànsits (format per les avingudes de Peris i Valero, Giorgeta i Pérez Galdós).
Les Grans Vies són:
- Gran Via del Marqués del Túria: des del Pont d'Aragó fins al carrer de Russafa.
- Gran Via de les Germanies: des del carrer de Russafa fins al túnel baix les vies del ferrocarril.
- Gran Via de Ramón y Cajal: des del túnel baix les vies del ferrocarril fins al carrer de Conca.
- Gran Via de Ferran El Catòlic: des del carrer de Conca fins al Pont d'Ademús.

Creuen el vell llit del riu Túria, actual Jardí del Túria, per l'est pel Pont d'Aragó (connectant amb l'avinguda d'Aragó, l'avinguda del Port i el passeig de l'Albereda), i per l'oest pel Pont d'Ademús (connectant amb l'avinguda de Pius XII).
Les grans vies Marqués del Túria i Germanies travessen el districte de L'Eixample, concretament la primera separa els barris del Pla del Remei al nord i de la Gran Via al sud, i la segona creua part del barri de Russafa. Les grans vies Ramón y Cajal i Ferran El Catòlic travessen el districte d'Extramurs, concretament la primera separa els barris de La Roqueta al nord i d'Arrancapins al sud, i la segona divideix els barris d'El Botànic al nord i de La Petxina al sud.

## Història
Les Grans Vies de València delimitaven el primer projecte d'eixample de la ciutat, que va ser possible gràcies a l'enderrocament de la muralla medieval de València el 1867 gràcies al governador civil Ciril Amorós.
El projecte va ser presentat el 1884 pels arquitectes José Calvo, Luis Ferreres i Joaquín María Arnau i aprovat pel govern central el 1887.
L'orientació d'aquest eix viari ve determinada pel projecte anterior d'eixample (Eixample de 1858 dels arquitectes Sebastián Monleón, Antonio Sancho i Timoteo Calvo) només escomès en part.
Les Grans Vies van servir com a eix vertebrador i de referència del posterior eixample de 1907 projectat per l'arquitecte municipal Francesc Mora i Berenguer amb la urbanització del Camí de Trànsits. Va ser aquest mateix arquitecte qui li va donar la fisonomia que es conserva encara al tram anomenat del Marqués del Túria (voreres de 4,5 m i dues calçades de 9,5 m separades per una plataforma central de 22 metres a manera de passeig amb arbres de gran port).
Les grans vies de Ramon y Cajal i Germanies van ser connectades mitjançant un túnel corbat inaugurat el 1961 amb part també per als vianants, salvant així les vies dels ferrocarrils que abandonen l'Estació del Nord en direcció sud.

## Transports
Totes les grans vies són travessades per nombroses línies dels autobusos municipals de l'EMT, entre elles les línies 79 i 80 que fan el recorregut Circular per les Grans Vies a més de per les vores del Jardí del Túria, per l'avinguda de Blasco Ibáñez i l'avinguda d'Aragó.
El metro de València disposa de dos estacions a les grans vies (Àngel Guimerà de la Línia 1, 3 i 5 a la Gran Via de Ferran El Catòlic, i Plaça d'Espanya de la Línia 1 a la Gran Via de Ramón y Cajal), a més d'altres estacions en les proximitats com les de Túria de la Línia 1 i Bailén de la Línia 5, i està en obres l'estació d'Alacant de la futura Línia 2.
A les proximitats de la Gran Via de Ramón y Cajal direcció sud es troba l'Estació de València-Joaquim Sorolla per a trajectes en tren de llarga distància i Tren d'Alta Velocitat, i prop de la mateixa avinguda i de la Gran Via de les Germanies direcció nord es troba l'Estació del Nord per a trajectes de rodalia.